# Embargo comercial

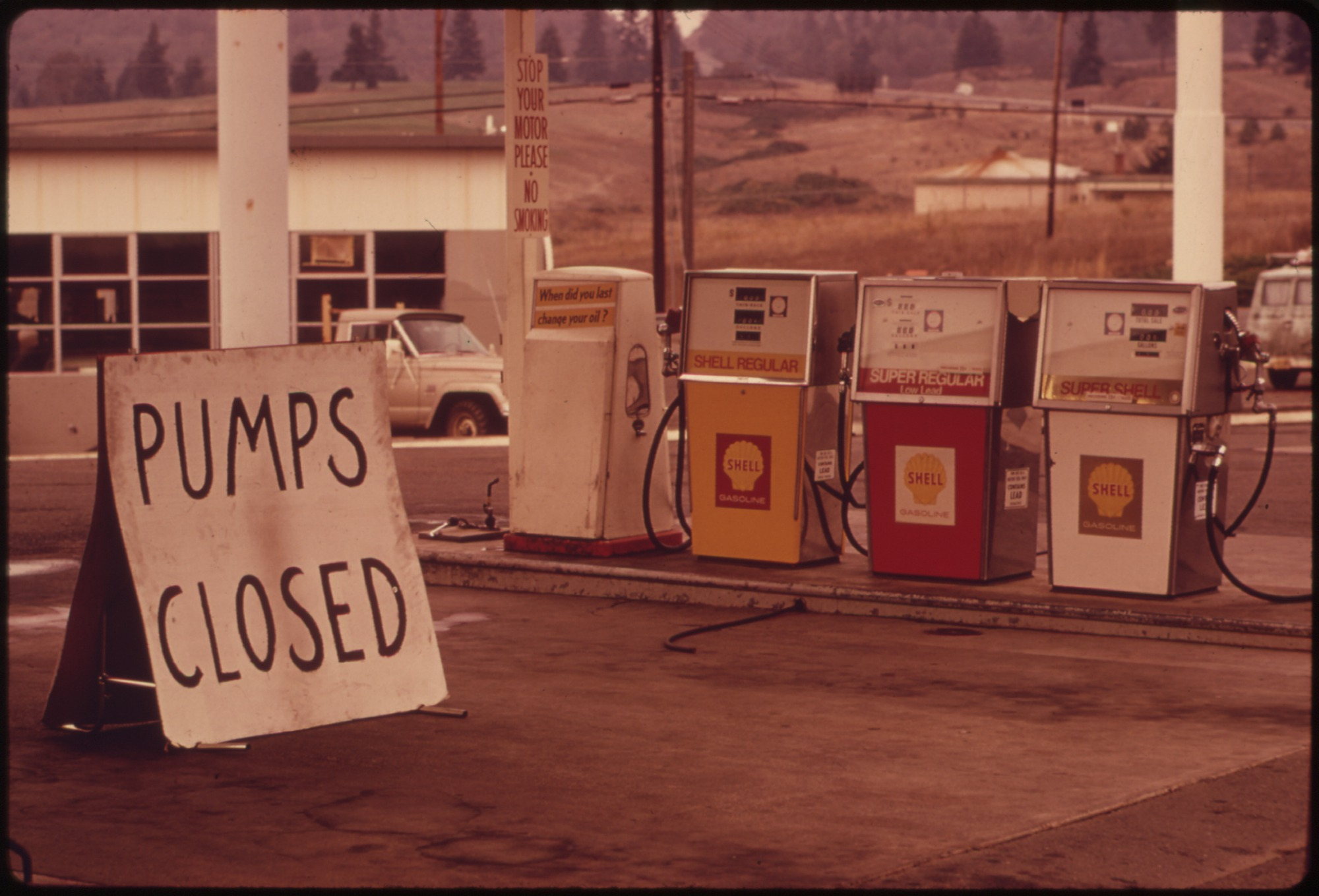
Un embargo indicando que las gasolineras están cerradas en inglés.

En el comercio y la política internacional, un embargo  es la prohibición de comerciar y negociar con un determinado país.
Normalmente lo declaran un grupo de naciones contra otra, a fin de aislarla y situar a su gobierno en una situación interna difícil, puesto que los efectos del embargo a menudo hacen que su economía padezca.
El embargo se utiliza normalmente como un castigo político por determinadas políticas previas con las que no se está de acuerdo, aunque su naturaleza económica con frecuencia deja el espacio suficiente para dudar sobre los verdaderos intereses que resultan beneficiados por la medida.
Uno de los más completos intentos de embargo se produjo durante las guerras napoleónicas. En un intento de hundir la economía del Reino Unido, se creó el Sistema Continental que prohibía a las naciones europeas comerciar con el Reino Unido. En la práctica no fue puesto completamente en vigor y fue más perjudicial para las naciones que se involucraron en él que para los británicos.
A pesar de que la Ley Federal de los Estados Unidos no prohíbe la participación en un embargo, sí prohíbe la participación en un embargo secundario. Este sucede cuando un país presiona en un negocio para que se detenga el hacer negocios con un tercer país con motivo de temas, en los cuales el negocio objeto de presión no está directamente involucrado. No tan solo una negociación americana tiene prohibido participar en un embargo secundario, sino que tiene la obligación de informar de todos los intentos que reciba de hacerlo. La situación que motivó estas leyes fueron los intentos de los países árabes para que las compañías americanas dejaran de hacer negocios con Israel.
Históricamente un embargo es un acto de guerra.  La reacción típica al sometimiento a un embargo es el desarrollo de la autarquía.